# Diaethria euclides
Diaethria euclides es una especie de lepidóptero de la familia Nymphalidae. Es originaria de Colombia, Venezuela, Ecuador y Perú.
Su nombre común se refiere al diseño de las alas posteriores que parece el número  89 o 98.